# Chiridiella bispinosa
Chiridiella bispinosa är en kräftdjursart som beskrevs av Mungo Park 1970. Chiridiella bispinosa ingår i släktet Chiridiella och familjen Aetideidae. Inga underarter finns listade i Catalogue of Life.